# Sinécdoque

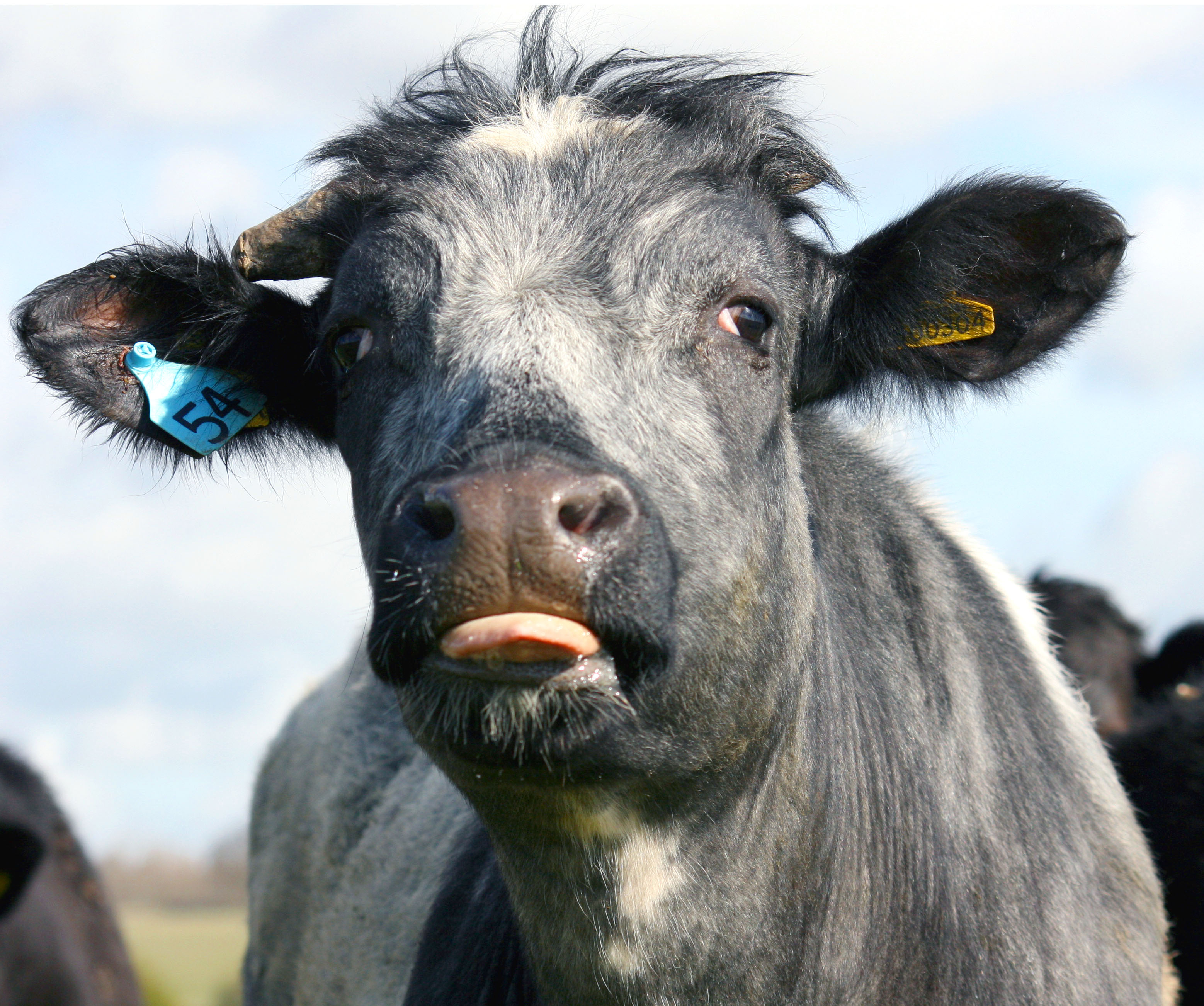
Hablar de una "cabeza de ganado" es una sinécdoque para referirse a una res.

La sinécdoque (en griego: συνεκδοχή, synekdochée lit. 'entendimiento simultáneo') es un tipo de tropo, junto con la metáfora y la metonimia. El significado del término varía según se entienda como un término específicamente lingüístico o como un tropo retórico. Este tipo de sustitución o cambios de significados son recursos utilizados principalmente en las obras poéticas; están presentes de forma casi constante en la obra de autores clásicos como Quevedo, Góngora y Garcilaso de la Vega.

## Tipos
1. En la literatura lingüística, la sinécdoque es el tipo de tropo en que o bien el continente o bien el contenido representa al otro en una frase, tomando su lugar. Es decir, hay dos tipos de sinécdoque:
  1. 'El todo por la parte': "Colombia ha jugado bien" por "el equipo de fútbol masculino de Colombia que ha alineado hoy el entrenador ha jugado bien".
  2. 'La parte por el todo': "Danos hoy nuestro pan de cada día" por "danos el alimento necesario de cada día"; "en esta familia hay cinco bocas que alimentar"; "el cabeza de familia"; “Vino” o “cerveza” por “bebida alcohólica”.
2. Como término retórico puede abarcar, además de los usos lingüísticos, algunas figuras relacionadas:
  1. La especie es usada por el género.
  2. El género es usado por la especie.
  3. El material de que algo está hecho es usado por la cosa.

## Ejemplos
- "Lo escribí en un papelito". Se nombra la materia de que está hecha una cosa por la cosa, debería ser "Lo escribí en un trocito de papel".
- "Quedó sola con 'cuatro bocas' que alimentar". Se refiere a cuatro personas que alimentar.
- "Son características 'del gato'". Se utiliza el nombre de un animal para referirse a la especie.
- "Trabajo para ganarme 'el pan'". Se refiere a trabajar para subsistir.
- "Venderemos treinta 'cabezas de ganado' en la próxima feria." Se refiere a treinta animales enteros.
- "Tiene 'quince primaveras'." Se refiere a que tiene quince años.

## Estructura cognitiva
Desde el punto de vista de la ciencia cognitiva, la sinécdoque opera mediante funciones generalizadas de abducción, es decir, que la mente tiende a completar imágenes visuales, auditivas, texturales o de otra índole, de manera que no sea necesario un mayor esfuerzo para hacer una interpretación nueva y detallada cada vez que se presenta una nueva experiencia con algún elemento reconocido. En lengua hispana, el estudio de este mecanismo está desarrollado por la semiótica de Pareyón, particularmente en La orquídea y el jicote 